# Aliacensis (cràter)

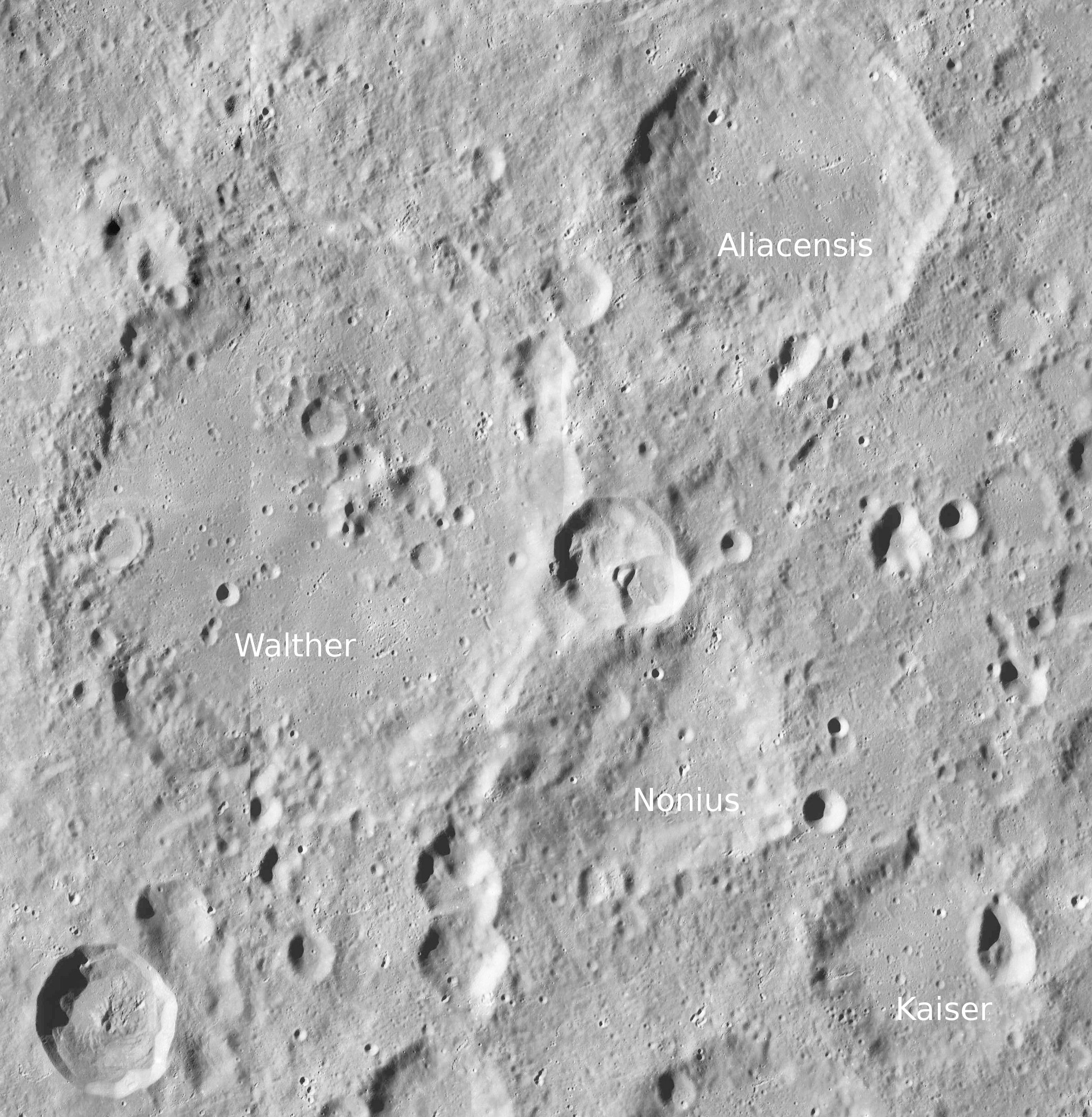
Vista de Alicensus i els seus cràters contigus des de la Lunar Reconnaissance Orbiter

Aliacensis és un cràter d'impacte lunar que està localitzat a les abruptes terres altes del sud de la Lluna. El cràter Werner està localitzat just al nord-nord-oest, amb una vall estreta i abrupte que es troba entre aquestes dues formacions de grandària equivalent. Al sud-oest està situat el cràter Walther, i Apianus es troba al nord-est. El cràter deu el seu nom a el geògraf i teòleg francès del segle xiv Pierre d'Ailly. Es va formar en el període Nectarià, fa entre 3,92 i 3,85 milers de milions d'anys.

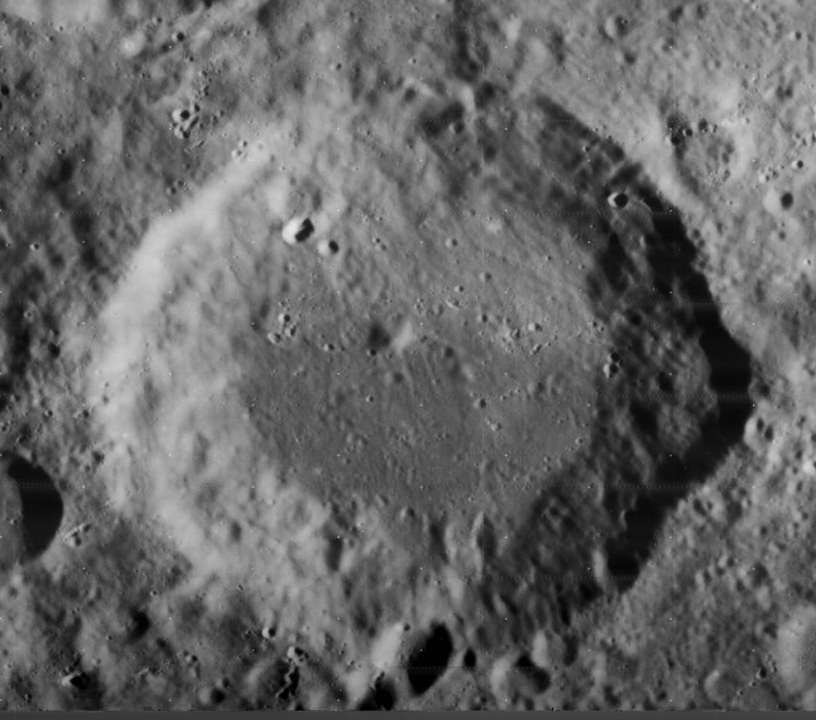
Imatge de Alacensis (Detall de la cartografia presa per la missió espacial Lunar Orbiter 4 en 1967)

El brocal d'Aliacensis és generalment circular, amb una inflor exterior en la paret oriental. La paret interior té algunes graderies suaus, especialment al seu costat nord-est. Hi ha un cràter petit localitzat travessant el costat sud del brocal. La plataforma interior és generalment plana, amb un cim central baix lleugerament desplaçat al nord-oest del centre del cràter. Al sud s'hi localitzen dos anells lleugerament fracturats, Kaiser i Nonius. Té 52 quilòmetres de diàmetre, amb una diferència de 3,7 quilòmetres d'altura entre la seva part més profunda i el brocal.

## Cràters satèl·lit
Per convenció, aquestes característiques s'identifiquen en els mapes lunars posant lletres al costat del punt mitjà del cràter que es troba més pròxim al cràter Aliacensis:

|            | \| Aliacensis \| Latitud \| Longitud \| Diàmetre \| \| ---------- \| ------- \| -------- \| -------- \| \| A \| 29.7° \| 7.4° \| 14 km \| \| B \| 31.3° \| 3.2° \| 16 km \| \| C \| 32.6° \| 5.4° \| 8 km \| \| D \| 33.1° \| 6.9° \| 10 km \| \| E \| 30.4° \| 2.3° \| 9 km \| \| F \| 32.7° \| 3.9° \| 5 km \| \| G \| 33.3° \| 4.7° \| 8 km \| \| H \| 31.8° \| 6.1° \| 6 km \| \| K \| 31.4° \| 6.2° \| 7 km \| \| W \| 31.9° \| 5.3° \| 11 km \| \| X \| 29.6° \| 6.9° \| 4 km \| \| Y \| 30.1° \| 7.4° \| 5 km \| \| Z \| 30.0° \| 4.6° \| 4 km \| |          |          |
| Aliacensis | Latitud | Longitud | Diàmetre |
| A          | 29.7° | 7.4°     | 14 km    |
| B          | 31.3° | 3.2°     | 16 km    |
| C          | 32.6° | 5.4°     | 8 km     |
| D          | 33.1° | 6.9°     | 10 km    |
| E          | 30.4° | 2.3°     | 9 km     |
| F          | 32.7° | 3.9°     | 5 km     |
| G          | 33.3° | 4.7°     | 8 km     |
| H          | 31.8° | 6.1°     | 6 km     |
| K          | 31.4° | 6.2°     | 7 km     |
| W          | 31.9° | 5.3°     | 11 km    |
| X          | 29.6° | 6.9°     | 4 km     |
| Y          | 30.1° | 7.4°     | 5 km     |
| Z          | 30.0° | 4.6°     | 4 km     |

### Altres referències
- (WGPSN), IAU Working Group for Planetary System Nomenclature. «Gazetteer of Planetary Nomenclature. 1:1 Million-Scale Maps of the Moon» (en anglès).  UAI / USGS, 13-02-2013. [Consulta: 6 abril 2016].
- Andersson, L. E.; Whitaker, E. A.,. NASA Catalogue of Lunar Nomenclature (en anglès).  NASA RP-1097, 1982.
- Blue, Jennifer. «Gazetteer of Planetary Nomenclature» (en anglès).  USGS, 25-07-2007. [Consulta: 2 gener 2012].
- Bussey, B.; Spudis, P.. The Clementine Atlas of the Moon (en anglès).  Nueva York: Cambridge University Press, 2004. ISBN 0-521-81528-2.
- Cocks, Elijah E.; Cocks, Josiah C.. Who's Who on the Moon: A Biographical Dictionary of Lunar Nomenclature (en anglès).  Tudor Publishers, 1995. ISBN 0-936389-27-3.
- McDowell, Jonathan. «Lunar Nomenclature» (en anglès).   Jonathan's Space Report, 15-07-2007. [Consulta: 2 gener 2012].
- Menzel, D. H.; Minnaert, M.; Levin, B.; Dollfus, A.; Bell, B. «Report on Lunar Nomenclature by The Working Group of Commission 17 of the IAU» (en anglès). Space Science Reviews, 12, 1971, pàg. 136.
- Moore, Patrick. On the Moon (en anglès).  Sterling Publishing Co, 2001. ISBN 0-304-35469-4.
- Price, Fred W. The Moon Observer's Handbook (en anglès).  Cambridge University Press, 1988. ISBN 0521335000.
- Rükl, Antonín. Atlas of the Moon (en anglès).  Kalmbach Books, 1990. ISBN 0-913135-17-8.
- Webb, Rev. T. W.. Celestial Objects for Common Telescopes, 6ª edición revisada (en anglès).  Dover, 1962. ISBN 0-486-20917-2.
- Whitaker, Ewen A. Mapping and Naming the Moon (en anglès).  Cambridge University Press, 2003. 978-0-521-54414-6.
- Wlasuk, Peter T. Observing the Moon (en anglès).  Springer, 2000. ISBN 1-85233-193-3.